# Procopius ensifer
Procopius ensifer là một loài nhện trong họ Corinnidae.
Loài này thuộc chi Procopius. Procopius ensifer được Eugène Simon miêu tả năm 1910.